# Bernardo II de Tolosa
Bernardo II de Tolosa llamado el Ternero (?-872), fue conde de Tolosa (865-872) y conde de Carcasona y Rasés (872).
Hijo de Ramón I de Roergue, que fue conde de Tolosa hasta el 863. Aquel año, Hunifredo, conde de Barcelona y marqués de Gotia y Septimania ocupó el condado de Tolosa y el conde Ramón, fiel al rey Carlos el Calvo, murió en la lucha. Pero en el 864 Hunifredo huyó y sus dominios fueron repartidos. Bernardo II recibió Tolosa, Limoges, Pallars y Ribagorza.
En el año 872 el rey le entregó también los condados de Carcasona y Rasés, desposeyendo a Oliba II de Carcasona. Los conservó poco tiempo puesto que, poco después aquel mismo año, Bernardo II murió asesinado por un vasallo de Bernardo Plantapilosa y Oliba II fue restituido en sus condados. Bernardo Plantapilosa va quedarse con Tolosa y Limoges (aunque el vizconde, Fulcoald, hermano de Bernardo de Tolosa, tuvo el poder efectivo hasta su muerte el 886 y originó la dinastía vizcondal de Limoges, origen de otras dinastías vicondales, especialmente los vizcondes de Aubusson). En Pallars y Ribagorza, un noble local, Ramón I de Pallars-Ribagorza, aprovechó la situación por declarar su independencia y creó una dinastía nueva.
| Predecesor: Hunifredo                         | Conde de Tolosa             | Sucesor: Bernardo III               |
| Predecesor: Oliba II                          | Condado de Carcasona        | Sucesor: Oliba II (segundo periodo) |
| Predecesor: Fredelo (asociado con Raimundo I) | Conde de Rouergue 864 - 872 | Sucesor: Odón                       |

- Datos: Q825339